# Saint-André-lez-Lille
Saint-André-lez-Lille é uma comuna francesa na região administrativa de Altos da França, no departamento do Norte. Estende-se por uma área de 3.16 km². Em 2010 a comuna tinha 13 082 habitantes (densidade: 4 139,9 hab./km²).